# Grabhügelfeld in Erichshagen

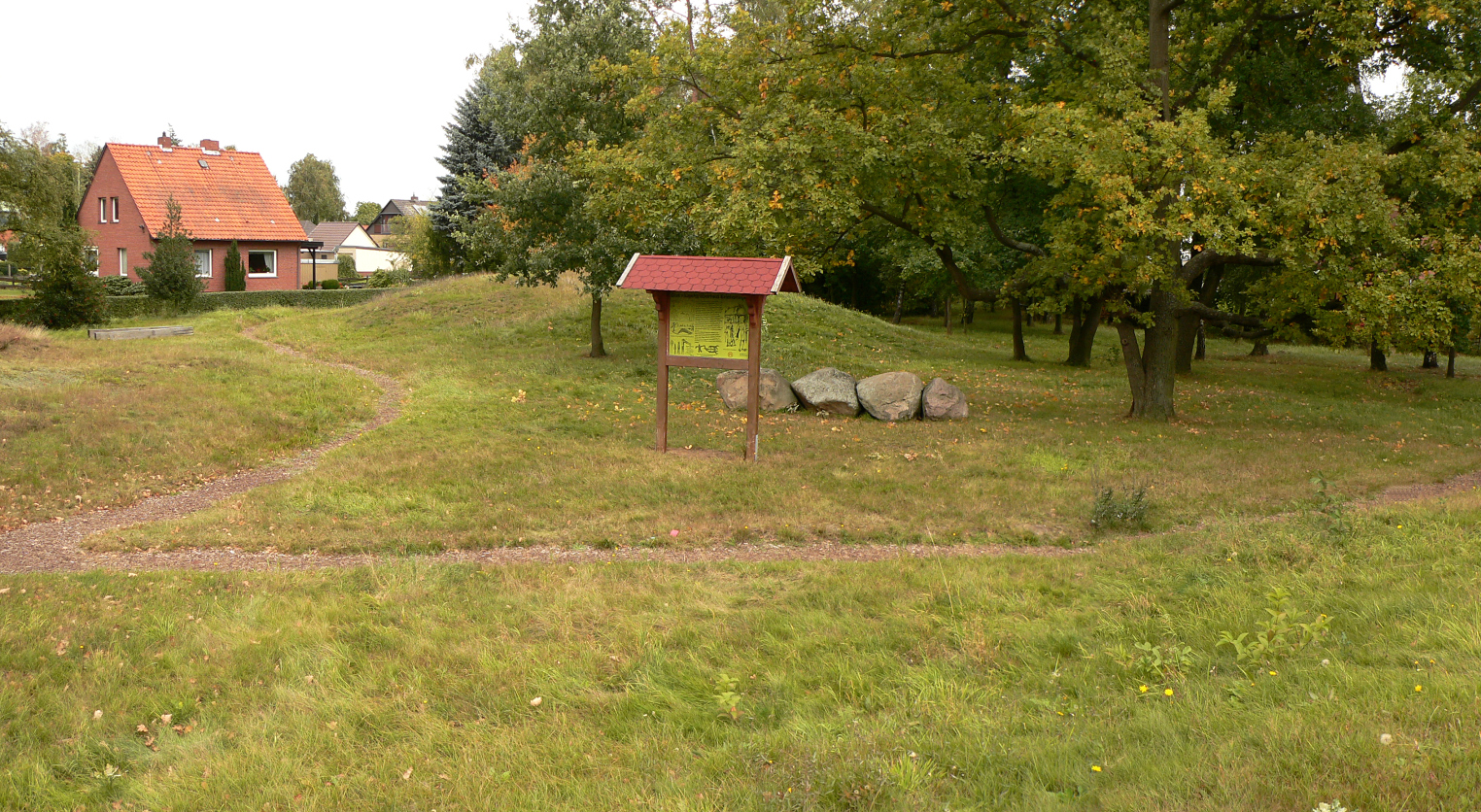
Grabhügelfeld in Erichshagen bei Nienburg als erstem Fundort von Nienburger Tassen

Das Grabhügelfeld in Erichshagen befindet sich in Erichshagen-Wölpe, einem Ortsteil der Stadt Nienburg in Niedersachsen. Das Grabhügelfeld umfasst Bestattungen von der Jungsteinzeit über die Bronzezeit bis zur vorrömischen Eisenzeit. Die Funde aus diesen vorgeschichtlichen Perioden befinden sich in verschiedenen Museen Deutschlands.
Das Gräberfeld selbst befindet sich im Eigentum des Museums Nienburg. Der damalige Eigentümer Kaufmann Jungesbluth übereignete es 1912 dem Museum Nienburg. Das parkähnliche Gelände, auf dem heute noch vier Grabhügel vorhanden sind, steht jederzeit für Besichtigungen offen.

## Forschungsgeschichte

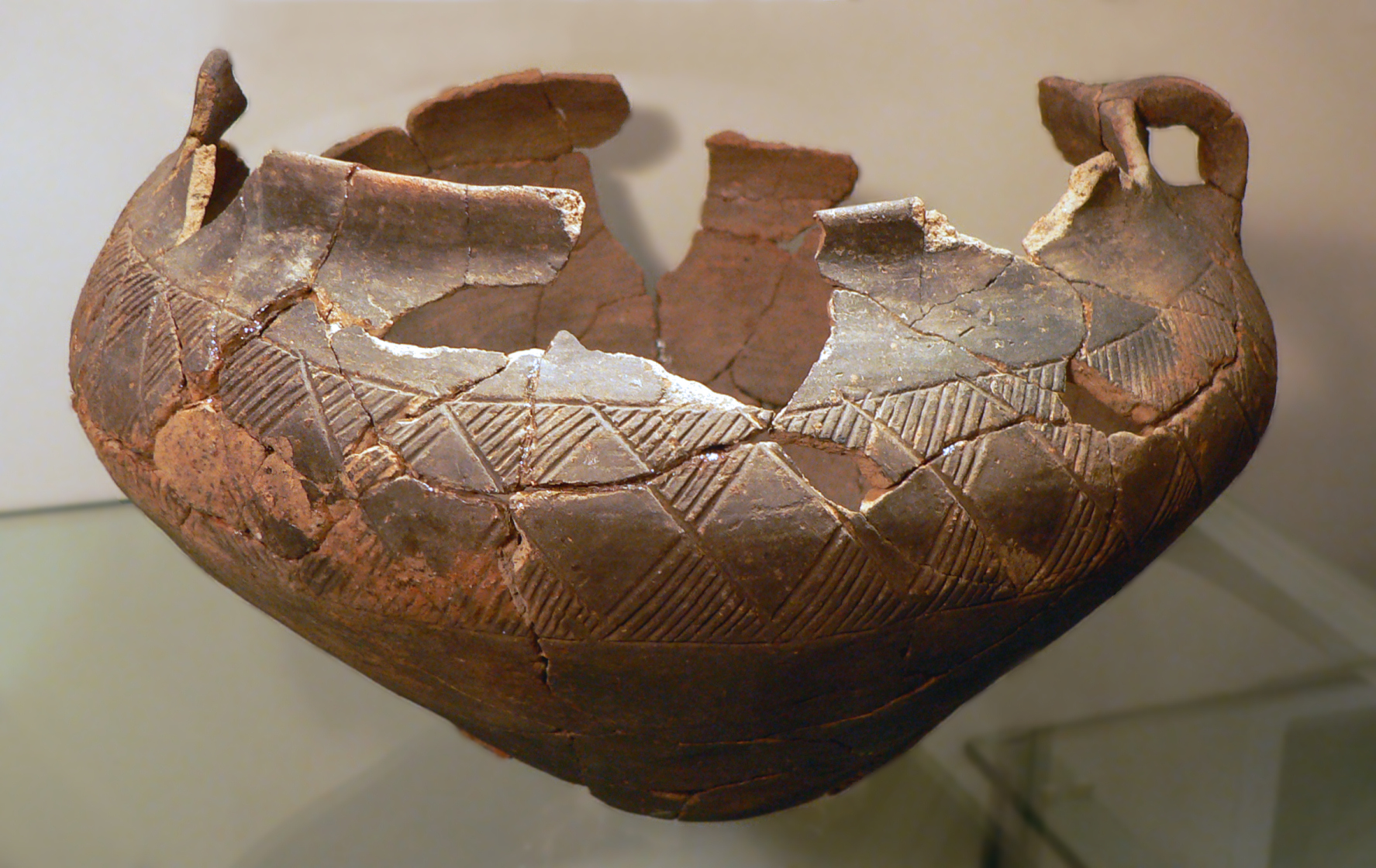
Nienburger Tasse vom Urnengräberfeld Hohnhorst.

Bereits in der Frühphase der archäologischen Forschungsgeschichte gelangte das Gräberfeld ins Blickfeld der interessierten Öffentlichkeit. 1816 unternahm der Graf von Münster-Langelage hier Ausgrabungen. Seine Dokumentation und Zeichnungen des Fundzusammenhangs können durchaus schon als wissenschaftlich bezeichnet werden, was für diese Zeit sehr ungewöhnlich ist.
In der Bronzezeit wurden die Verstorbenen unter Hügelaufschüttungen beigesetzt, in der Eisenzeit kam es in den Grabhügeln zu Nachbestattungen von Urnen.  Das umfangreiche Fundgut, das Graf Münster-Langelage ausgrub, umfasst eine große Zahl von Urnen und eine Fülle von hochwertigen Metallbeigaben wie Nadeln, Ringe oder Gürtelschnallen. Die Funde gelten als erste Belege für die Existenz der Nienburger Gruppe als Kulturgruppe im Dreieck zwischen Weser und Aller (Nienburger Kultur). Sie befinden sich großteils im Landesmuseum Hannover und sind teilweise in einer ständigen Ausstellung zu sehen.
Die Urnen waren frei im Boden eingegrabene Tongefäße, die mit einer Deckschale verschlossen wurden. 1890 erfolgte zu diesen Urnen und anderen Keramikfunden erstmals eine wissenschaftliche Veröffentlichung in den Nachrichten über deutsche Altertumsfunde. Der Begriff des „Nienburger Typs“ wurde geprägt. Auch in anderen Bereichen des heutigen Niedersachsens wurden solche Gefäße gefunden, die Kulturgruppe und ihre Keramik blieben aber nach Nienburg als erstem Fundort benannt.